# Batgirl (filme)
Batgirl era um filme de super-herói americano baseado no personagem da DC Comics Barbara Gordon / Batgirl, previsto, inicialmente, para sair em 2022, porém, foi cancelado.
Produzido por DC Films e Burr! Productions para o serviço de streaming HBO Max, pretendia ser uma filme do Universo Estendido DC (DCEU). O filme estava sendo dirigido por Adil El Arbi e Bilall Fallah que ficaram conhecidos por realizar o filme Bad Boys For Life de 2020 com o ator Will Smith, a partir de um roteiro de Christina Hodson, e estrela Leslie Grace como Barbara Gordon ao lado de JK Simmons, Brendan Fraser, Michael Keaton e Ivory Aquino.
O desenvolvimento de um longa-metragem da Batgirl começou com Joss Whedon em março de 2017, mas ele deixou o projeto um ano depois. Hodson foi contratado para escrever um novo roteiro em abril de 2018, com El Arbi e Fallah contratados para dirigir em maio de 2021, quando o filme foi confirmado como um original da HBO Max. Grace foi escalada em julho, e as filmagens começaram no final de novembro em Glasgow, Escócia.
Batgirl estava programado para ser lançado na HBO Max em 2022.

## Elenco
- Leslie Grace como Barbara Gordon / Batgirl: Uma vigilante em Gotham City e filha do comissário de polícia James Gordon.[2]
- J. K. Simmons como James Gordon: O comissário do Departamento de Polícia de Gotham City, pai de Barbara e um aliado próximo de Batman.[3]
- Brendan Fraser como Garfield Lynns / Firefly: Um piromaníaco sociopata.[4]
- Michael Keaton como Bruce Wayne / Batman: Um socialite rico em Gotham City que trabalha como vigilante de combate ao crime durante a noite.[5]
- Ivory Aquino como Alysia Yeoh: Uma bartender e melhor amiga de Barbara Gordon.[6]

Além disso, Jacob Scipio, Rebecca Front, Corey Johnson e Ethan Kai foram escalados para papéis não revelados, com Kai sendo referido como um personagem "principal".

## Produção

### Desenvolvimento
Em maio de 2016, a personagem da DC Comics Barbara Gordon / Batgirl teve o potencial de aparecer em um filme de super-heroína estrelado por Margot Robbie como Harley Quinn, que se tornou Aves de Rapina (2020). Batgirl acabou não sendo incluída no filme devido ao desenvolvimento de um filme solo estrelado pela personagem. Joss Whedon foi contratado em março de 2017 para escrever, dirigir e produzir o filme solo, que estava sendo supervisionado pela Warner Bros. Pictures, Toby Emmerich, e os presidentes da DC Films, Jon Berg e Geoff Johns. Whedon deveria começar a produção do filme em 2018,  mas deixou o projeto em fevereiro de 2018 depois de não conseguir criar uma história para ele. Houve também um escrutínio adicional sobre Whedon como diretor masculino de um filme com foco feminino,  com a Warner Bros. e o novo presidente da DC Films, Walter Hamada, planejando substituir Whedon por uma cineasta feminina.
A escritora de Aves de Rapina, Christina Hodson, foi contratada para escrever um novo roteiro para Batgirl em abril de 2018, e deveria começar a escrever o filme depois de concluir seu trabalho em outro filme do DC Extended Universe (DCEU), The Flash (2023). Em dezembro de 2020, Batgirl foi listado como um filme que poderia ser lançado exclusivamente no serviço de streaming HBO Max, em vez de nos cinemas, como parte do novo plano de Hamada para o DCEU, e em abril de 2021 foi incluído na DC's. lista de filmes que deveriam ser lançados em 2022 ou 2023. Adil El Arbi e Bilall Fallah foram contratados para dirigir o filme um mês depois, quando foi confirmado que seria planejado como um original da HBO Max. Kristin Burr estava produzindo o filme naquela época e disse que os diretores estavam trazendo uma energia animada que tornaria o filme um "passeio divertido" e mostraria um lado diferente de Gotham City dos projetos anteriores da DC.
Em abril de 2022, após a fusão da WarnerMedia com a Discovery e a queda nos preços das ações da Netflix, os executivos da Warner Bros. estavam considerando uma mudança para o filme de um lançamento em streaming com um orçamento de cerca de US$ 70 milhões para um lançamento nos cinemas com maior orçamento para pós-produção. e um impulso de marketing maior.

### Elenco
Os executivos da DC começaram a testar atrizes para Batgirl na semana de 19 de julho de 2021, com o grupo supostamente incluindo Isabela Merced, Zoey Deutch, Leslie Grace e Haley Lu Richardson. Richardson e Grace foram considerados os principais competidores, embora Richardson possa ter "desistido" antes do início dos testes. Grace foi escalada para o papel em 21 de julho. Em 29 de julho, JK Simmons estava em negociações para reprisar seu papel como o pai de Batgirl, Comissário Gordon, de Liga da Justiça (2017) e seu corte de diretor Zack Snyder's Justice League. Simmons foi confirmado para reprisar seu papel no filme em outubro.
Também em outubro, Jacob Scipio e Brendan Fraser se juntaram ao elenco, este último como o vilão Firefly. Fraser anteriormente interpretou Homem-Robô na série de televisão da DC Comics Doom Patrol. O papel de vilão foi originalmente oferecido a Sylvester Stallone, que dublou Tubarão-Rei no filme do DCEU O Esquadrão Suicida (2021), mas "as coisas simplesmente não deram certo". El Arbi e Fallah disseram que Batman apareceria no filme, mas se recusaram a confirmar se Ben Affleck iria reprisar seu papel em projetos anteriores do DCEU. Em dezembro, foi revelado que Michael Keaton estava reprisando seu papel em Batgirl como uma versão diferente de Batman dos filmes Batman (1989) e Batman Returns (1992), que ele trouxe pela primeira vez para o DCEU em The Flash. Rebecca Front, Corey Johnson, Ethan Kai e Ivory Aquino também se juntaram ao elenco, com Aquino interpretando Alysia Yeoh, a primeira grande personagem transgênero em um filme da DC.

### Filmagem
As filmagens começaram em Glasgow, dobrando para Gotham City, em 30 de novembro de 2021, sob o título de trabalho Cherry Hill. John Mathieson atuou como diretor de fotografia. El Arbi e Fallah chegaram a Glasgow em 24 de agosto para se preparar para as filmagens e procuraram locais com o designer de produção Christopher Glass. Glasgow foi usado anteriormente para retratar Gotham City em The Flash, bem como no filme da DC The Batman (2022).

### Música
Natalie Holt anunciou em setembro de 2021 que estaria compondo a trilha sonora do filme.

## Marketing
El Arbi, Fallah, Hodson e Grace promoveram o filme no evento virtual DC FanDome em outubro de 2021, onde discutiram sua preparação para as filmagens e revelaram a arte conceitual. Grace revelou um primeiro olhar para si mesma fantasiada como Batgirl em janeiro de 2022.

## Lançamento
Batgirl estava programado para ser lançado em 2022, no serviço de streaming HBO Max.

## Cancelamento
Em 2 de agosto de 2022, a Warner Bros. Discovery anunciou que não planejava mais lançar Batgirl na HBO Max ou nos cinemas   , apesar de uma data de lançamento previamente agendada para 2022. O TheWrap relatou que a WBD sentiu que o filme "simplesmente não funcionou" e foi contra o novo desejo e mandato do CEO David Zaslav de fazer filmes da DC "filmes de grandes eventos cinematográficos". O The Guardian informou que isso colocaria o filme "entre os projetos cinematográficos cancelados mais caros de todos os tempos".
O Collider e o Rolling Stone escreveram que as respostas das exibições-testes foram negativas, o que poderia ter sido um fator na decisão da WBD. As fontes do Collider descreveram o filme como "uma grande decepção [que] parecia barato em comparação com outros filmes".  O Rolling Stone disse que a WBD determinou que gastar US$ 7 a 9 milhões adicionais durante a pós-produção em um esforço para trazer Batgirl ao nível de outros filmes da DC, como Shazam! Fúria dos Deuses (2022), seria infrutífero. No entanto, a Variety negou que a qualidade do filme tenha levado em conta a decisão, reafirmando, junto com o The Hollywood Reporter e Deadline Hollywood, que fazia parte das medidas maiores de corte de custos do estúdio, dado que o orçamento aumentou de US $ 70 milhões iniciais para US$ 90 milhões e o desejo de que os filmes da DC sejam sucessos de bilheteria nos cinemas.   O Deadline observou que as exibições-testes mostraram versões temporárias dos efeitos visuais, "que tendem a moderar o entusiasmo do público".
Um relatório subsequente da Variety indicou que a WBD concluiu que dispensar Batgirl por um incentivo fiscal seria a maneira mais "financeiramente sólida" de recuperar seus custos em vez de mover o filme para um lançamento nos cinemas com investimento adicional, vendê-lo para outro distribuidor ou lançá-lo na HBO Max. O Deadline informou que os cineastas foram informados de que a WBD queria especificamente tirar vantagem de uma manobra de contabilidade de compras, relacionada à fusão WarnerMedia-Discovery e mudanças de estratégia relacionadas, que deveriam ser invocadas em meados de agosto. O elenco não recebeu aviso prévio do cancelamento, e El Arbi e Fallah estavam em Marrocos para o casamento de El Arbi quando foram informados. Eles divulgaram uma declaração em 3 de agosto de que estavam "tristes e chocados", mas agradeceram ao elenco e disseram que estavam gratos por terem contribuído para o DCEU.

## Futuro
Antes do cancelamento do filme, Grace e Margot Robbie manifestaram interesse em um crossover entre a Batgirl e a Arlequina de Robbie.  Grace disse em abril de 2022 que havia discussões entre a equipe sobre o enredo de uma sequência de Batgirl, mas se uma sequência receberia sinal-verde dependeria da recepção do filme após o lançamento. Quando a WBD anunciou o cancelamento do filme, foi informado que ela esperava trabalhar em outros projetos com El Arbi, Fallah e Grace. O Deadline informou que a Warner Bros. estava tentando renegociar seus acordos com os três naquele momento.